# Поуп (окръг, Илинойс)
Окръг Поуп (на английски: Pope County) е окръг в щата Илинойс, Съединени американски щати. Площта му е 971 km², а населението - 4413 души (2000). Административен център е град Голконда.